# Bennechab
Bennechab es una comuna o municipio del departamento de Aftout, en la región de Assaba, en Mauritania. En marzo de 2013 presentaba una población censada de 5096 habitantes.
Se encuentra ubicada al sur del país, sobre el desierto del Sahara, cerca de la frontera con Senegal y Malí.